# Chiesa di Nostra Signora di Guadalupe (Houston)
La chiesa di Nostra Signora di Guadalupe di Houston fu edificata tra il 1911 e il 1912. Si trova nel Second Ward, ad est della città, di cui è la prima chiesa messicano-americana. Dipende dall'arcidiocesi di Galveston-Houston.
Con l'annesso edificio scolastico Our Lady of Guadalupe School è stato il primo istituto religioso della città in lingua spagnola, e da sempre opera programmi che hanno fornito cibo e rifugio per i senzatetto della zona. Dal 2012 la chiesa ha un bacino di fedeli che corrisponde a circa 3.500 famiglie. Molte delle celebrazioni liturgiche si tengono in spagnolo, dato che il quartiere è a forte maggioranza ispanica.
Sabato 29 agosto 2012 la parrocchia ha festeggiato 100 anni di celebrazioni liturgiche.

## Galleria d'immagini

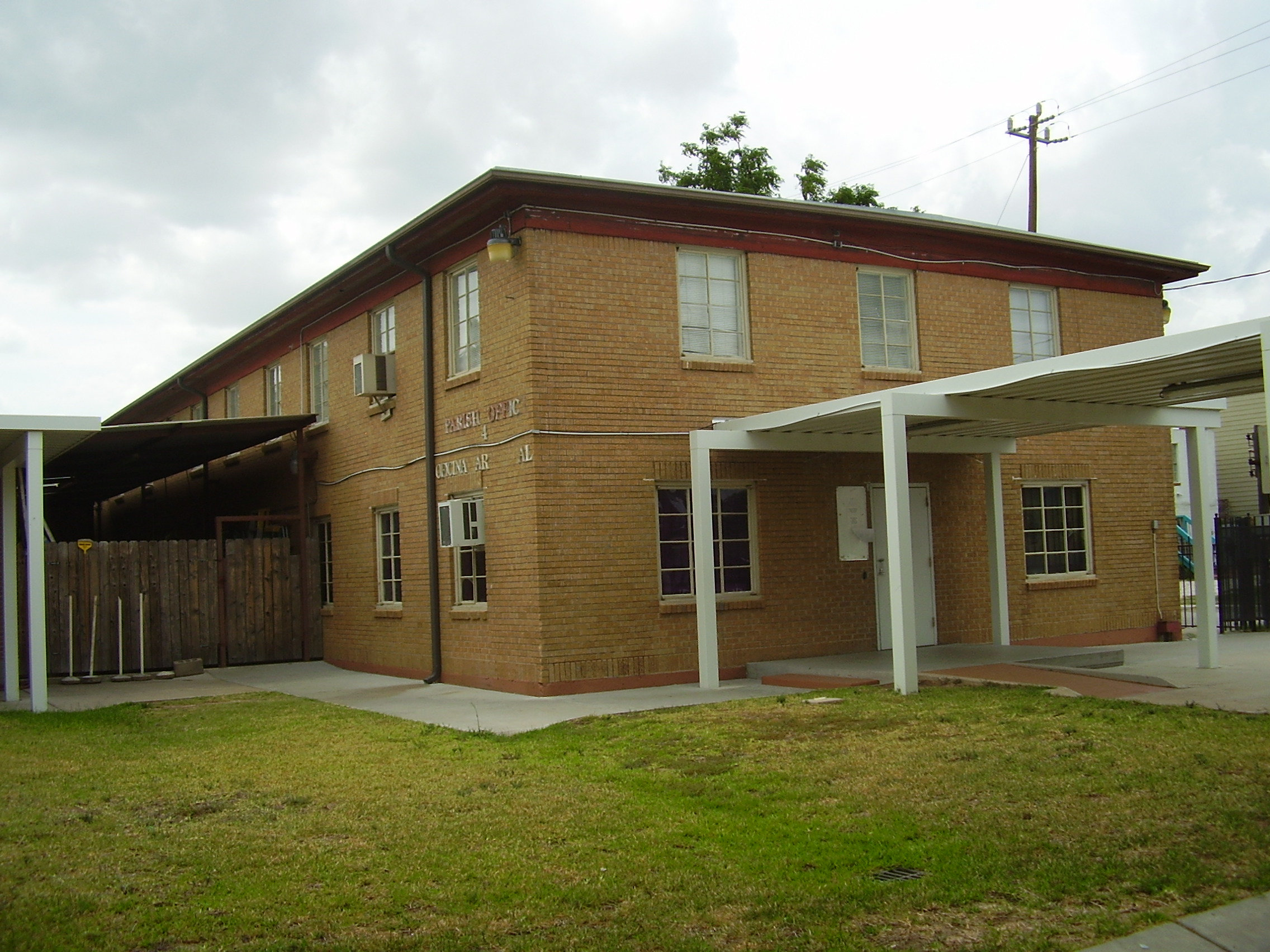
Gli uffici parrocchiali